# Peteroma
Peteroma là một chi bướm đêm thuộc họ Erebidae.